# Smorczewscy herbu Rawicz

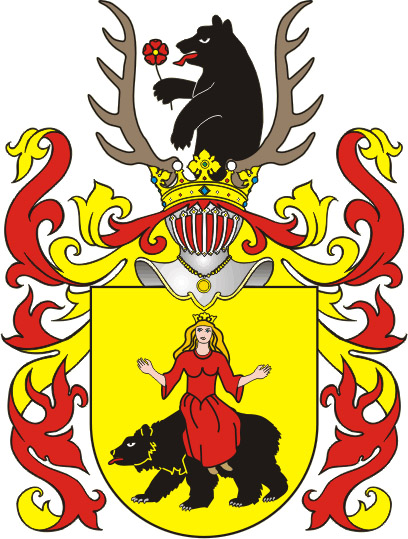
Herb Rawicz

## Smorczewscy
Polski ród szlachecki herbu Rawicz; wyznania rzymskokatolickiego. Nazwisko wzięli od miejscowości Smorczewo (parafia Ostrożany) w ziemi drohickiej dawnego województwa podlaskiego, gdzie wzmiankowani w 1458 w osobie Grzegorza (Archiwum Narodowe Białoruskie w Mińsku, księga ziemska drohicka z lat 1456–1499).
Już w XVI w. mocno rozrodzeni w ziemi drohickiej, w przeważającej większości stawali się drobna szlachtą. Licznie reprezentowani wśród szlachty powiatu drohickiego w dniu 14 maja 1569 i następnych podczas składania przysięgi na wierność Koronie polskiej po inkorporacji Podlasia przed aktem Unii Lubelskiej. Występują w aktach ziemskich drohickich od XV w. Piastowali drobne urzędy ziemskie w ziemi drohickiej oraz byli elektorami królów polskich z tej ziemi w 1669 i 1674.

### Wywody szlacheckie
Wywód genealogiczny przed Deputacją Szlachecką Obwodu Białostockiego 22 listopada 1822. Późniejsze legitymacje przed Heroldią Cesarstwa Rosyjskiego w guberni grodzieńskiej dla poszczególnych gałęzi rodów (m.in. z Minczewa i Runic oraz Zajęcznik) z wpisaniem odpowiednio do części I lub VI księgi szlacheckiej oraz w guberni wołyńskiej w latach 1834–1852 z umieszczeniem w części I księgi szlacheckiej. Legitymacja szlachecka przed Heroldią Królestwa Polskiego w latach 1839–1840. Tylko nieliczni przedstawiciele tego rodu zdołali po 1831 przeprowadzić wywód szlachectwa przed Heroldią Cesarstwa Rosyjskiego z wpisaniem do ksiąg szlachty guberni grodzieńskiej. Reszta członków rodu została przeważnie zakwalifikowana przez władze rosyjskie do kategorii „jednodworców” względnie jako mieszczan.

### Hrabiowie Smorczewscy
Medard Franciszek Adolf Smorczewski otrzymał od papieża Leona XIII dla siebie i swoich synów: Jana i Feliksa dziedziczny papieski tytuł hrabiowski (comes romanus), przekazywalny na zasadzie primogenitury (dyplom datowany Rzym 17 maja 1892).
- Medard Franciszek Adolf Smorczewski (1829–1898), właściciel dóbr ziemskich Żdżanne i Wierzchowiny.
- Jan Justynian Smorczewski (1858–1938), właściciel dóbr ziemskich Żdżanne i Wierzchowiny.
- Ludomir Robert Smorczewski (1892–1932), właściciel dóbr ziemskich Żdżanne i Wierzchowiny.
- Robert Kuno Smorczewski (1921–1998),  właściciel dóbr ziemskich Żdżanne i Wierzchowiny.
- Feliks Antoni Smorczewski (1860–1943), właściciel dóbr ziemskich.
- Władysław Adolf Smorczewski (1889–1979),brat Medarda Smorczewskiego właściciel dóbr ziemskich w Antoninie.
- Rafał Stanisław Sergiusz Smorczewski (1924–2009), architekt i były właściciel dóbr ziemskich w Antoninie.
- Jan Marek Smorczewski (1969-)

### Inni przedstawiciele rodu
- Jan Smorczewski (1754–1822), skarbnik i komisarz cywilno wojskowy-ziemi drohickiej.
- Jan Augustyn Smorczewski (1758–1825), sędzia ziemski drohicki i bielski oraz szambelan JKMci.
- Franciszek Smorczewski(1769–1830), major wojsk koronnych i komisarz cywilno wojskowy-ziemi drohickiej.
- Wincenty Feliks Smorczewski (1808-po 1873), magister prawa Uniwersytetu Warszawskiego, uczestnik powstania listopadowego i emigrant we Francji.
- Konstanty Smorczewski (1827-?), lekarz i właściciel dóbr ziemskich Zajęczniki.
- Wiktor Piotr Hipolit Smorczewski (1838–1900), uczestnik powstania styczniowego 1863 i zesłaniec do Rosji.
- Józef Władysław Smorczewski (1839- po 1880), student w Kijowie, uczestnik powstania styczniowego 1863 i zesłaniec do Rosji.
- Celestyn Smorczewski (1873-19??), pułkownik kawalerii rosyjskiej i Wojska Polskiego.
- Aleksandr Smorczewski (1879–1959),inżynier, oficer wojsk Denikina, więzień i zesłaniec w ZSRR.

### Dobra ziemskie Smorczewskich
W ziemi drohickiej poszczególni przedstawiciele rodu dziedziczyli wraz z upływem wieków coraz drobniejsze części w parafii Drohiczyn, Grodzisk, Ostrożany, Perlejewo i Śledzianów oraz Winna, na terenie
miejscowości Chechłów (Chechłowo), Kosianka Stara, Koski Falki, Obniż (Obniże), Sady i Smorczewo. W XIX w. większymi majątkami w posiadaniu poszczególnych gałęzi rodów były jedynie Chrołowice, Kułaki, Minczewo, Runice, Sieniewice oraz Zajączkowo, recte Zajęczniki (do pocz. XX w.).
Na terenie Lubelszczyzny w rękach przeważnie gałęzi obdarzonej później tytułem hrabiowskim znalazły się następujące dobra: Antonin i Terenin, w pow. chełmskim, Hruszów, Stryjów (do 1944), Tarnogóra (do 1944), Wierzchowiny i Żdżanne (do 1944), w pow. krasnostawskim oraz Stronibaby w pow. złoczowskim (1938–1944).